# 加藤恵 (競輪選手)
加藤 恵（かとう めぐみ、1985年（昭和60年）10月16日 - ）は、女子競輪選手。日本競輪選手会青森支部所属。日本競輪学校（当時。以下、競輪学校）第112期生。師匠は木村元信（81期）。青森県十和田市出身。血液型はO型。愛称はダンプ松本にあやかった『ダンプ』。

## 来歴
中学校・高等学校・大学を通じソフトボール選手としての経験があり、2003年（平成15年）には全国高校ソフトボール大会でベスト16入り、2012年（平成24年）のチェスボローカップ水泳駅伝では3位入賞を果たしている。
大学卒業後は一時スポーツインストラクターとして勤務していたが、その頃にマッサージを担当していた知人の紹介でで競輪学校を受験することを決め、2016年（平成28年）4月に第112期生（ガールズケイリン6期生）として入学、2017年（平成29年）3月に卒業した。在校競走成績は9位（14勝）。
初出走は2017年（平成29年）7月9日の松戸競輪場（6着）。初勝利は同年7月11日の松戸。初優勝は2019年3月20日の向日町競輪場（FI）。